# Noemi Jungbach

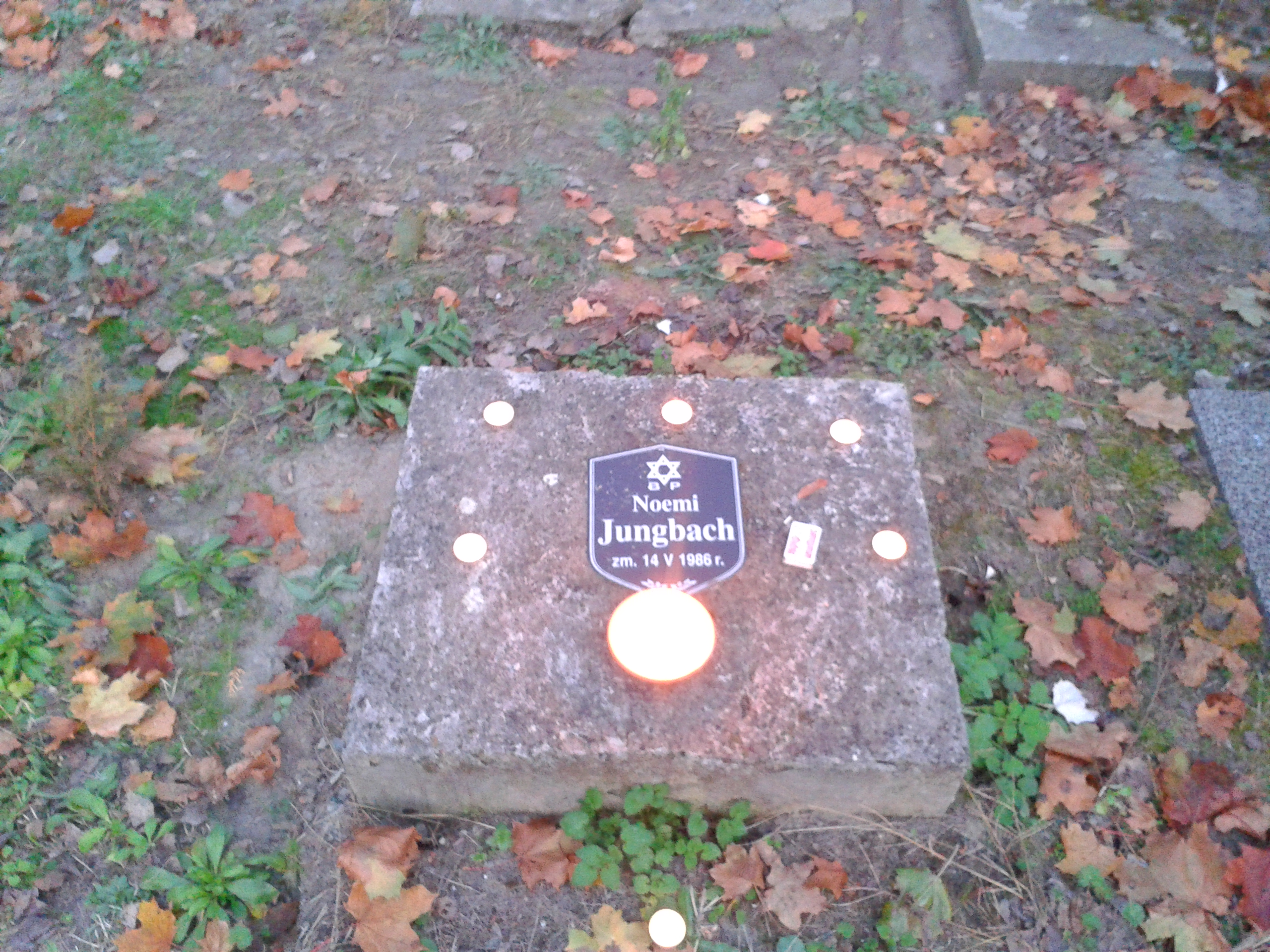
Grób Noemi Jungbach na cmentarzu żydowskim w Warszawie

Noemi Jungbach (jid. נעמי יונגבאַך; ur. 31 sierpnia 1910, zm. 14 maja 1986 w Warszawie) – polska aktorka teatralna żydowskiego pochodzenia. W latach 1976–1986 aktorka Teatru Żydowskiego w Warszawie.
Pochowana jest na cmentarzu żydowskim przy ulicy Okopowej w Warszawie (kwatera 2).

## Kariera
| Aktorka teatralna - 1985: Wielka wygrana - 1978: Planeta Ro - 1977: Spadkobiercy - 1976: Dwaj Kunie-Lemł - 1976: Bóg, człowiek i diabeł | Teatr telewizji - 1979: Komedianci |